# Hans-Albrecht Lehmann
Pour les articles homonymes, voir Lehmann.
Hans-Albrecht Lehmann (1894 - 1976) est un général allemand de la Seconde Guerre mondiale. Il a reçu la croix allemande en argent, le 25 mars 1943.

## Biographie
Le général Lehmann naît le 6 février 1894, à Metz, une ville de garnison animée de l'Alsace-Lorraine. Avec sa ceinture fortifiée, Metz est alors la première place forte du Reich allemand, constituant une véritable pépinière d'officiers supérieurs et généraux. Comme ses compatriotes Kurt Haseloff, Theodor Berkelmann et Edgar Feuchtinger, le jeune Hans-Albrecht se tourne naturellement vers le métier des armes. Le 28 août 1911, alors qu'il n'a que 17 ans, il s'engage dans l'armée impériale. Hans-Albrecht Lehmann est affecté,  comme Fahnenjunker, au Telegraphen-Bataillon Nr. 2, où il est promu Leutnant, sous-lieutenant, le 27 janvier 1913. 

### Première Guerre mondiale
Pendant la Première Guerre mondiale, Lehman sert dans le 6e corps de réserve, comme chef de peloton. Il est promu Oberleutnant, lieutenant, le 18 avril 1918. Après la guerre, il quitte l'armée pour intégrer la police le 1er février 1920. Il y restera jusqu'au 15 octobre 1935, date à laquelle il réintègre l'armée à Berlin. Nommé commandant du 1er bataillon de transmissions, Lehmann est promu Oberstleutnant, lieutenant-colonel, le 1er janvier 1937. En tant que tel, Lehmann est nommé commandant des unités de transmissions à Königsberg, le 1er avril 1938. À la veille de la Seconde Guerre mondiale, le lieutenant-colonel Lehmann est nommé commandant des unités de transmissions de la 16e armée allemande, le 26 août 1939.

### Seconde Guerre mondiale
Promu Oberst le 1er janvier 1940, Lehmann reste à la tête des transmissions de la 16e armée allemande jusqu'au 1er mai 1943, non sans avoir reçu la Deutsches kreuz en argent, le 25 mars 1943. Le colonel Lehmann est chargé ensuite, jusqu'au 1er septembre 1943, des unités de transmission du Groupe d'armées E. Promu Generalmajor le 1er septembre 1943, Lehmann est finalement nommé responsable des transmissions du Groupe d'armées F. C'est de ce poste qu'il partira en captivité, après la capitulation de la Wehrmacht. Les Américains le libéreront 2 ans plus tard, en juin 1947. 
Hans-Albrecht Lehmann décéda le 27 novembre 1976, à Garmisch-Partenkirchen, en Bavière.

## Grades
- Général de brigade (Generalmajor), le 1er septembre 1943.

## Décorations
- Croix allemande en argent, le 25 mars 1943[3].
- Croix de fer (1914), 2e et 1re classes
- Croix de fer (1939), 2e et 1re classes

## Sources
- (de) Dermot Bradley, Die Generale des Heeres 1921-1945, Band 7, Knabe-Luz; Biblio Verlag, Bissendorf, 2004 (p. 430-431)